# Мастер (группа)
«Ма́стер» — советская и российская рок-группа, играющая в стилях трэш-метал и хеви-метал. Группа основана в 1987 году Аликом Грановским, Андреем Большаковым и другими музыкантами, покинувшими группу «Ария» из-за разногласий с её художественным руководителем. Лидер группы и единственный бессменный участник — бас-гитарист Алик Грановский, остальной состав существенно менялся за прошедшие годы.

## История

### Становление (1986—1990)
История появления группы «Мастер» тесно связана с группой «Ария». После конфликта, произошедшего между участниками «Арии» и художественным руководителем Виктором Векштейном из-за организационных и творческих разногласий, в группе произошёл раскол.
В декабре 1986 года по инициативе Андрея Большакова бас-гитарист Алик Грановский, барабанщик Игорь Молчанов и клавишник Кирилл Покровский отказались продолжать сотрудничество с Векштейном. Вчетвером они стали репетировать на базе административного здания Московской областной филармонии, предоставленной им Валерием Гольденбергом (позднее он отказался от работы с «Мастером» и стал продюсером проекта «Ласковый май»). Музыканты не имели юридических прав на название «Ария» и группе пришлось искать вокалиста, второго гитариста и название.
Оставалось лишь дать ансамблю название и можно было начинать работу. После ряда предложенных вариантов: «Рок-фронт», «Кода», «Щит и меч» ниоткуда вдруг появилось короткое и очень ёмкое слово — «Мастер».

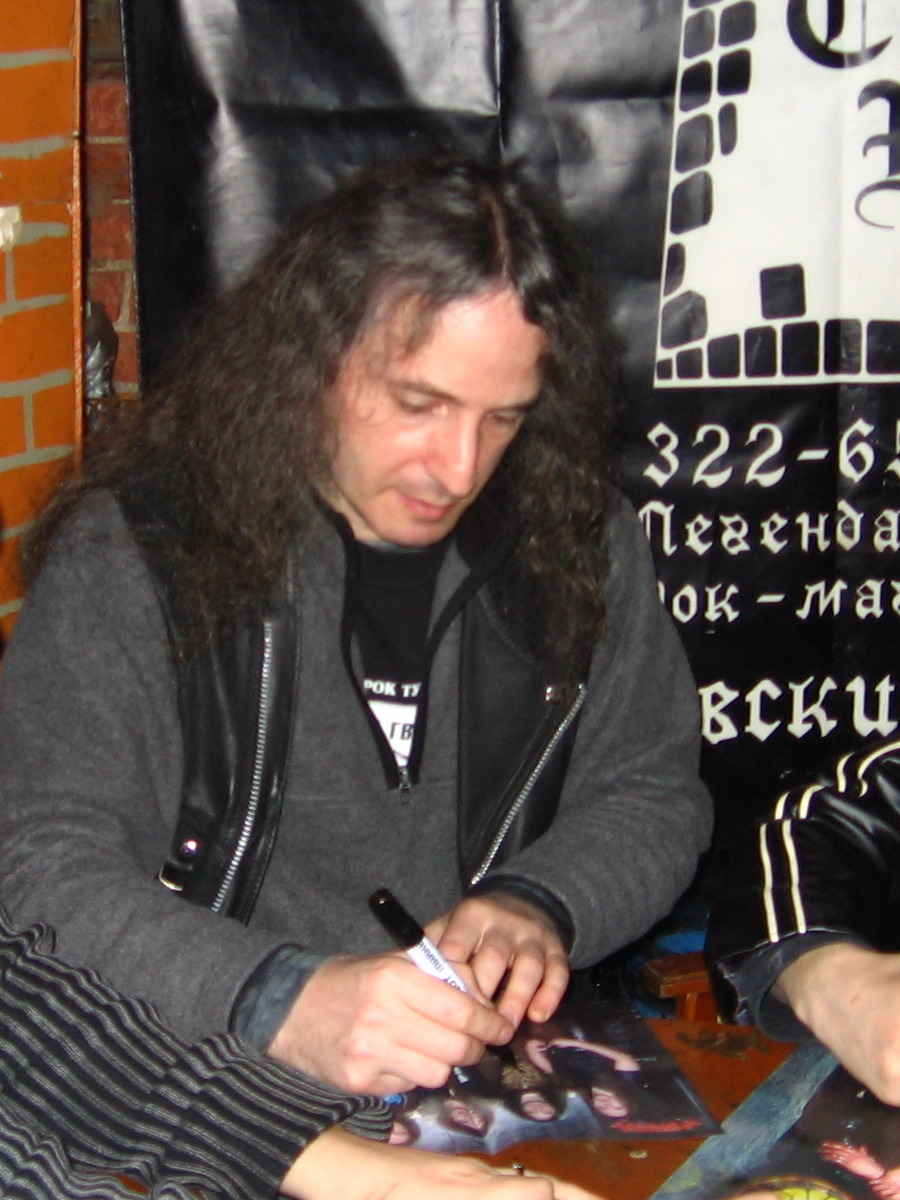
Алик Грановский, соонователь и лидер «Мастера»

Название «Мастер» придумал Игорь Молчанов во время одной из поездок в метро. Оно прижилось, в оформлении альбомов стало использоваться как логотип, похожий по начертанию на логотип «Арии». Вторым гитаристом стал Сергей Попов, имевший опыт профессиональных концертов с ансамблем «Здравствуй, Песня», в составе которого выступил в рамках фестиваля «Рок-панорама-86». Вокалистом группы стал Александр Арзамасков (группы «Только так!», «Форт Росс»).
В отличие от «Арии», «Мастер» начал играть в стиле трэш-метал. В конце 1980-х этот жанр находился на пике популярности, благодаря таким исполнителям как Slayer, Megadeth, Anthrax и Metallica. Тематика текстов «Мастера» имела актуальный в перестроечные годы остросоциальный характер, что позволило группе быстро добиться широкой известности.
В 1987 группа сняла свой первый видеоклип на песню «Щит и меч» с участием вокалиста Арзамаскова. Песня вошла в дебютный альбом группы уже с вокалом Серышева, а само видео было найдено только в 2012 года в архивах Госфильмфонда России.
12 марта 1987 года в Ленинграде, в СКК им. В. И. Ленина, в присутствии 10 тысяч зрителей, состоялся концерт с участием групп «Зоопарк», «Мастер» и «Союз». Затем «Мастер» в качестве гостей выступил в Ленинградском Дворце молодёжи. Концерты, отыгранные за короткий промежуток времени, в сочетании с песнями из репертуара «Арии», рассчитанными на более высокий вокал, привели к тому, что Александр Арзамасков сорвал голос и покинул группу, вернувшись в Волгоград.
Во время вынужденного отдыха «Мастер» принял участие в съёмках фильма «Ночной экипаж» (реж. Борис Токарев, 1987), записав для него две песни — «S.O.S» (вокал Арзамаскова) и «Встань, страх преодолей!» (уже с вокалом Серышева). Сессионным вокалистом группы стал Георгий Корнеев, до недавнего времени работавший в группе «Каре», проекте Сергея Кудишина (гитариста «Чёрного Кофе»), однако после двух удачных концертов в Николаеве был выгнан из группы из-за распития алкоголя перед выходом на сцену. Летом 1987 года постоянным вокалистом «Мастера» стал Михаил Серышев, покинувший группу «Час Пик». В 1987 году был записан первый альбом, получивший название «Мастер» и выпущенный по стране тиражом более миллиона экземпляров. В следующем году группа выехала на гастроли в Польшу.
В 1989 году вышел второй альбом под названием «С петлёй на шее», тираж которого был вдвое больше первого альбома. В 1989 году музыканты приняли решение перебраться в Бельгию. В ноябре 1989 года во Франции вышел альбом «Destroika», в который вошли записанные «живьём» на концерте в апреле того же года песни групп «Шах», «Чёрный Кофе», «Коррозия Металла», «Тяжёлый День», «Форт Росс» и «Мастер». В исполнении «Мастера» на пластинке записаны песни «Мы не хотим» и «Руки прочь». В 1989 и 1990 годах группа выступает на фестивале «Монстры рока СССР».

### Англоязычный период (1991—1995)
В Бельгии музыканты по заказу фирмы «Two Flags» приступили к записи англоязычного альбома с рабочим названием «Империя зла» («Empire of Evil»). В связи с банкротством фирмы альбом в Бельгии так и не вышел. В 1991 году «Мастер» вернулся в Россию. К этому времени группа распалась — Молчанов и Покровский остались в Бельгии, а Попов продолжил работать с «Мастером» как сессионный музыкант. Англоязычный альбом в итоге был перезаписан в России с участием нескольких сессионных барабанщиков и издан под названием «Talk of the Devil». В 1991 году Серышев исполнил партию Иисуса Христа в русской версии рок-оперы «Иисус Христос — суперзвезда» (вышла в 1992). До выхода «Talk of the Devil» весной 1992 года группа участвовала в туре «На руинах Империи зла» вместе с бразильской группой Sepultura, а также с земляками — группами «Чёрный Обелиск», «Э.С.Т.» и «Шах», после чего гастроли практически прекратились. В 1992 году в группу пришли гитарист Вячеслав Сидоров и барабанщик Тони Шендер. В таком составе «Мастер» дал свой последний концерт на фестивале газеты «Zarraza» в марте 1993 года. Группа могла вернуться в Бельгию, но тяжело заболел Андрей Большаков. Он не мог заниматься даже административной работой, и запланированную поездку в Бельгию пришлось отменить. В связи с вышеизложенным он не только покинул группу но и официально прекратил концертную деятельность по состоянию здоровья, и с тех пор приглашался лишь в качестве гостя.
Дожидаясь выздоровления друга, Грановский сочинял новые песни в стиле прогрессив-трэш. Тексты снова были на английском, так как Грановский в новом году планировал вернуться в Бельгию. Зимой 1993—1994 года он договорился со студией Центра Стаса Намина о записи альбома, который получил название «Maniac Party». Андрей Большаков иногда приходил на студию и пробовал что-то записать. Эти несколько фраз сохранились в песне «Screams of Pain». В итоге он сказал, что больше не может и не хочет заниматься музыкой. В записи альбома «Maniac Party» участвовал Сергей Попов, который вскоре вернулся в группу на место Вячеслава Сидорова. Таким образом, в 1994 году «Мастер» сформировал второй постоянный состав.

### «Песни мёртвых» и уход Серышева (1996—2000)

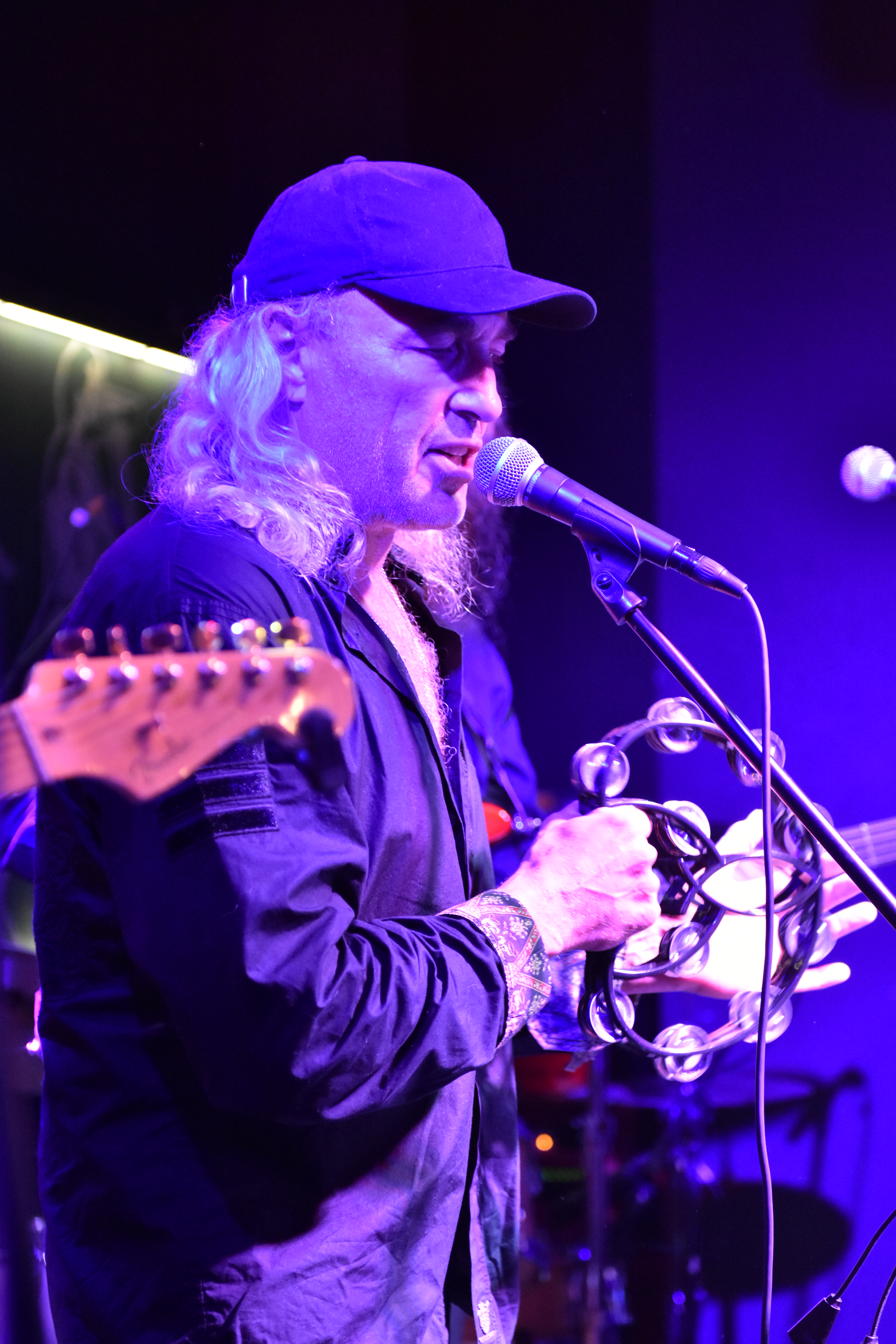
Алексей LEXX Кравченко, второй (и нынешний) вокалист «Мастера»

Долгое пребывание за границей, угасание интереса к трэш-металу и сложность продвижения англоязычной музыки привели к резкому падению популярности «Мастера». В это время группа начинает выступать в московских клубах, меняет стиль на более соответствующий классическому хеви-металу и начинает тесно сотрудничать с музыкантами «Арии». В 1994 году с «Мастером» выступал временно ушедший из «Арии» Валерий Кипелов, в 1996 году новый альбом группы записывался на студии «Арии», а год спустя Алик Грановский участвовал в записи альбома Сергея Маврина и Валерия Кипелова «Смутное время».
Альбом «Песни мёртвых» был лучше встречен публикой, чем предыдущие англоязычные альбомы, и популярность группы снова стала расти. «Мастер» возобновил активную концертную деятельность, в 1997 году музыканты приняли решение отправиться на гастроли во Францию. Михаил Серышев отказался от турне, и сессионным вокалистом в группу был приглашён Артур Беркут. Однако по возвращении из Франции и нескольких концертов в Москве, Беркут, Попов и Шендеров ушли из «Мастера» и создали собственный проект. В результате в группе остались только Грановский, звукооператор Андрей Лебедев и директор Александр Ладыченко.
Вскоре «Мастер» сформировал новый состав: в группу были приглашены гитарист Леонид Фомин (экс-«Валькирия») и барабанщик Олег Милованов (экс-«Hellraiser»). Возвращение в состав «Мастера» Михаила Серышева было недолгим — в конце 1999 года он окончательно покинул группу для работы в классической опере. У группы продолжил меняться состав: Михаила Серышева сменил новый вокалист Алексей Кравченко (Lexx), с которым группа записала новый альбом «Лабиринт», вышедший в 2000 году. 30 декабря 2000 года состоялся последний концерт с гитаристом Леонидом Фоминым (присоединившимся к группе «Валькирия»), после чего он был вынужден покинуть группу.

### 2000-е
На место нового гитариста был приглашен Алексей Страйк (экс-«Страйкъ»), и 15 февраля 2001 года в обновленном составе группа приняла участие в фестивале «Крустер-2001». В мае 2001 года по предложению компании Harley-Davidson группа записала песню «Ride to Live, Live to Ride» группы Twisted Sister на русском языке (перевод — Маргарита Пушкина) для проекта «Tribute to Harley-Davidson». В «Tribute to Harley-Davidson» 2001 года вошли две песни в исполнении группы «Ария» и одна песня в исполнении группы «Мастер».
Лето 2001 года, к грядущему пятнадцатилетнему юбилею группа записала сборник «Классика 1987—2002», в который вошли старые хиты «Мастера» в обновленной аранжировке, а также композиции Алика Грановского — «Тореро» и «С кем ты?», написанные ещё во времена «Арии». В ноябре группу покинул Олег Милованов. На его место пришёл Александр Карпухин. В обновленном составе группа гастролировала по стране. 27 апреля 2002 года группа праздновала своё 15-летие концертом в ДК МАИ. В концерте в качестве гостей принимали участие Андрей Большаков, Геннадий Матвеев (клавиши), Анатолий Шендер, Михаил Серышев и Владимир Холстинин. В июле того же года вышло видео с записью юбилейного концерта.
Осенью 2002 года группа «Мастер» начала репетировать песни для нового студийного альбома. В 2004 году вышел сольный альбом Алика Грановского «Большая прогулка», а также новый, седьмой по счету альбом группы, получивший название «33 жизни», саунд-продюсером альбома выступил Александр Львов («Парк Горького»). В 2005 году группа сделала несколько акустических концертов и записала альбом под названием «Акустика». В 2006 году в сотрудничестве с Маргаритой Пушкиной был реализован экспериментальный проект «По ту сторону сна».
27 апреля 2007 года группа отметила своё 20-летие концертом, в котором принимали участие приглашенные музыканты: Михаил Серышев, Валерий Кипелов, Геннадий Матвеев, Андрей Большаков, Кирилл Покровский, Анатолий Шендеров, Леонид Фомин. В начале 2008 года компанией «CD-Maximum» был выпущен альбом «XX лет» на DVD и CD. В то же время группу оставили Страйк и Карпухин, присоединившись к группе «Пилигрим». В группу вернулся Леонид Фомин (гитара), на барабанах играли Александр Гипс. В этом составе группа отправилась в тур по Сибири.
Летом 2008 года по семейным обстоятельствам барабанщик А. Гипс не смог поехать с группой на гастроли. В этой поездке участвовал барабанщик Олег «Кобра» Ховрин, после чего остался в группе. Большинство гитарных партий на готовящемся альбоме записал Андрей Смирнов, который весной того же года на студии группы «Мастер» записывал треки гитары для альбома М. Пушкиной «Дети Савонаролы». Первый концерт в обновлённом составе (Грановский — Lexx — Фомин — Ховрин — Смирнов) прошёл 13 декабря 2008 года в Ставрополе. В 2009 году продолжилась концертная и студийная работа. 29 октября состоялся концерт, посвященный юбилею Грановского. В концерте принимали участие: Сергей Скачков, Кирилл Покровский, Дмитрий Варшавский, Вячеслав Молчанов. В Санкт-Петербурге 30 октября 2009 года прошел концерт вместе с группой «Корсика»

### 2010-е

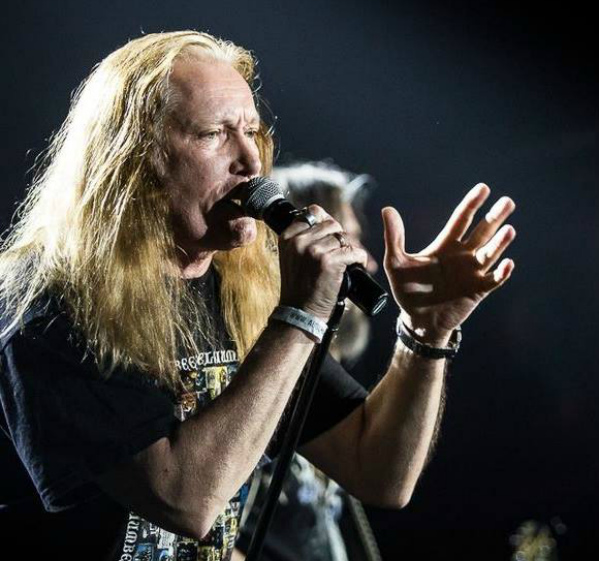
Михаил Серышев. Концерт в честь 30-летия группы «Мастер», 21 мая 2017 года

В конце сентября 2010 года вышел новый альбом под названием «VIII», поскольку он является восьмым по счету студийным альбомом группы. Диск был выпущен на лейбле «CD-Maximum» в формате digibook. Летом 2011 года группу покинули Олег Ховрин и Андрей Смирнов. Фомин остался единственным гитаристом, на место барабанщика вернулся А. Гипс. 4 ноября 2012 года в «Live Music Hall» состоялся юбилейный концерт, посвящённый 25-летию группы. В концерте приняли участие группы «Ария», «Чёрный Обелиск» и «Эпидемия», а также гости: Михаил Серышев, Дмитрий Губерниев, Алексей Страйк, Кирилл Покровский, Олег Ховрин.
В 2013 вышел первый трибьют группе «Мастер» — двойной альбом «A Tribute to Мастер. XXV». В том же году группу на время покинул Александр Гипс, ему на замену пришёл Алексей «Боб» Баев. С его помощью в 2014 году вышел сольный альбом Грановского «Bass Manuscript». В конце 2014 года Гипс вернулся в группу. В 2014 году вышел второй трибьют-альбом  — «Tribute to Мастер. Talk Of The MASTER Generation».
В начале 2015 года группа объявила о работе над новым альбомом. 23 мая в магазине «Рок-бункер» (Москва) прошла автограф-сессия группы, где можно было услышать демо-фрагмент песни «Миротворец» из будущего альбома. 1 июня 2015 на 51-м году жизни в Бельгии умер клавишник, композитор Кирилл Покровский.
29 апреля 2017 года группа отметила свой 30-летний юбилей большим концертом в клубе Yotaspace. В мероприятии, наряду с актуальным составом, также приняли участие и бывшие музыканты коллектива с гостями: Алексей Страйк, Артур Беркут, Михаил Серышев и Андрей Большаков.
26 октября 2019 года группа отыграла концерт в честь 30-летия альбома «С петлёй на шее» в клубе «Moscow 1930». В качестве специального гостя к коллективу присоединился его бывший вокалист — оперный певец Михаил Серышев.

### 2020-е
28 февраля 2020 года умерла поэтесса Нина Кокорева, автор текстов семи песен группы, в том числе «Мы не хотим» и «С петлёй на шее»; музыканты  «Мастера» разных лет записали на видео стих её памяти.
В 2020 году вышел первый за 10 лет студийный альбом группы «Мастер Времени», ставший её 9-м номерным релизом. Кроме девяти новых композиций, альбом дополнили видеоклип на заглавную песню и испаноязычные бонус-треки.
В декабре 2023 года группа разорвала отношения со своим сооснователем и бывшим гитаристом Андреем Большаковым, отказалась играть с ним и перестала исполнять песни, музыка которых написана им. Причинами стали его негативные высказывания в интервью в адрес группы: согласно заявлению группы, «такое поведение противоречит нашим ценностям и этическим принципам». Большаков в ответ заявил: «Грановский обиделся, когда в одном интервью я сказал, что мне жаль, что группа потеряла свою популярность за последние годы. Теперь я понимаю, что критику Алик не переносит». В конце декабря 2023 года Большаков создал группу «Воля и разум», названную по одноимённой песне. Помимо него, в группу вошли и другие экс-участники «Мастера» — вокалист Михаил Серышев и гитарист Алексей Страйк.
28 марта 2024 года группа «Мастер» выпустила видеоклип на песню «Магия» из альбома «Мастер времени» (2020).
В 2025 году ожидается выход десятого студийного альбома коллектива «Мастер» под рабочим названием «Тесла». 1 мая группа высказала соболезнования в связи со смертью в Бельгии на 64-м году жизни своего экс-ударника в 1986—1991 годах Игоря Молчанова, отметив его вклад в творчество коллектива — именно он предложил название «Мастер», и принял участие в записи первых двух альбомов команды.

## Состав
| Текущий состав - Алексей «Lexx» Кравченко — вокал (1999—наши дни) - Леонид Фомин — гитара (1998—2000, 2008—наши дни) - Алик Грановский — бас-гитара, акустическая гитара, клавишные (1986—наши дни) - Александр «Гипс» Бычков — ударные (2008, 2011—наши дни) - Алексей Баев — ударные (2013—2014, 2021—наши дни) Бывшие участники - Андрей Большаков — гитара (1986—1994) (также регулярный концертный гость до 2023) - Игорь Молчанов — ударные (1986—1991, умер в 2025) - Кирилл Покровский — клавишные (1986—1991) (сессионно 2010—2015, умер в 2015) - Сергей Попов — гитара, тексты (1987—1992, 1994—1997) - Михаил Серышев — вокал (1987—1999) (также регулярный концертный гость) - Вячеслав Сидоров — гитара (1993—1994; разовое выступление: 2025) - Анатолий Шендеров — ударные (1993—1997) - Олег Милованов — ударные (1998—2001) - Алексей Страйк — гитара (2001—2008) (также регулярный концертный гость) - Александр Карпухин — ударные (2001—2008) - Андрей Смирнов — гитара (2008—2011) - Олег Ховрин — ударные (2008—2011) | Концертные участники - Александр Арзамасков — вокал (1987) - Георгий Корнеев — вокал (1987) - Валерий Кипелов — вокал (1994, 1996, 2007) - Артур Беркут — вокал (1997, 2017) Сессионные участники - Андрей Шатуновский — ударные (1992) - Владимир Ермаков — ударные (1992) - Сергей Ефимов — ударные (1992) - Андрей Моисеев — ударные (1992) - Павел Чиняков — ударные (1992) - Игорь Кожин — гитара (1992—1993) - Геннадий Матвеев — клавишные (1999—2007) |

## Дискография
| Номерные альбомы 1. 1987 — Мастер 2. 1989 — С петлёй на шее 3. 1992 — Talk of the Devil 4. 1994 — Maniac Party 5. 1996 — Песни мёртвых 6. 2000 — Лабиринт 7. 2004 — 33 жизни 8. 2010 — VIII 9. 2020 — Мастер Времени 10. 2025 — Тесла Концертные альбомы и видео 1. 1995 — Live 2. 1997 — The Best (Концерт в Москве '97) 3. 2002 — 15 лет 1987—2002 4. 2007 — 33 жизни 5. 2008 — XX лет Сборники 1. 2002 — Легенды русского рока 2. 2002 — Классика 1987—2002 (сборник хитов в новых аранжировках) 3. 2004 — Grand Collection 4. 2005 — Акустика (сборник акустических ремиксов) Прочие релизы 1. 2001 — Tribute to Harley-Davidson II (сплит-альбом с «Арией») 2. 2002 — Недетские гонки (звуковая дорожка к компьютерной игре) 3. 2006 — По ту сторону сна (сплит-альбом с проектом «Margenta») | Трибьюты группе 1. 2013 — A Tribute to Мастер. XXV 2. 2014 — Tribute to Мастер. Talk Of The MASTER Generation Сольные альбомы Алика Грановского 1. 2004 — Большая прогулка 2. 2014 — Bass Manuscript (инструментальный) Видеоклипы 1. Щит и меч (1987) 2. Кресты (2000) 3. Лабиринт (2000) 4. Игра (2004) 5. На линии огня (2008) 6. 30 лет (2017) 7. Демон времени (2020) 8. Магия (2024) Связанный: Алик Грановский — «Ротонда» (2014) Неизданные песни 1. «S.O.S.»Воля |  |